# Brian Clarke (cầu thủ bóng đá)
Brian Roy Clarke (sinh ngày 10 tháng 10 năm 1968) là một cựu cầu thủ bóng đá người Anh.  Sinh ra ở Eastbourne, ông thi đấu cho Gillingham từ 1988 đến 1992, có 44 lần ra sân ở Football League.